# Huracán Helene (1958)
El Huracán Helene fue el ciclón tropical más intenso de la temporada de huracanes del Atlántico de 1958 . La octava tormenta tropical y el cuarto huracán del año, Helene se formó a partir de una onda tropical al este de las Antillas Menores el 21 de septiembre de 1958. Moviéndose de manera constante hacia el oeste, la tormenta se intensificó lentamente, alcanzando una fuerza de huracán el 24 de septiembre. Para el desarrollo del ciclón tropical, Helene comenzó a intensificarse rápidamente . Cerca de la costa este de los Estados Unidos, el huracán alcanzó rápidamente la intensidad de la Categoría 4 el 26 de septiembre, antes de alcanzar su intensidad máxima con vientos sostenidos máximos de 150 mph (240 km / h) y una presión barométrica mínima de 930 mbar (hPa; 27.46). inHg). El intenso huracán llegó a 10 millas (15 km) de Cape Fear, Carolina del Norte, antes de recurrir al mar. Al acelerarse hacia el norte, Helene se debilitó gradualmente y se convirtió en un ciclón extratropical al pasar sobre Terranova el 29 de septiembre. Los remanentes extratropicales de Helene atravesaron el Océano Atlántico antes de disiparse cerca de Gran Bretaña el 4 de octubre.
A pesar de no tocar tierra en Carolina del Norte, su proximidad a la tierra causó grandes daños en la costa este de los EE. UU. Los fuertes vientos causaron cortes de energíageneralizados, cortando las telecomunicaciones a lo largo de la costa. Una estación meteorológica en Wilmington, Carolina del Norte reportó una ráfaga de viento de 135 mph (215 km / h), estableciendo un nuevo récord para la ráfaga de viento más rápida reportada allí. Aunque la mayor parte de la concentración se concentraba en Carolina del Norte, las precipitaciones se extendieron hasta llegar al norte hasta Maine . En los Estados Unidos, los daños alcanzaron $ 11.2 millones y hubo una muerte indirecta. Después de impactar en los EE. UU., Helene produjo fuertes vientos y fuertes lluvias en gran parte del Atlántico canadiense . En la isla de Cabo Bretón en Nueva Escocia , la tormenta fue considerada la peor en al menos 21 años. Los cortes de energía cortaron la mayoría de las comunicaciones de la isla al continente, y los daños a la propiedad en Sydney, Nueva Escocia, totalizaron C $ 100,000. En el aterrizaje de Helene en Terranova, se registraron fuertes rachas que alcanzaron un máximo de 82 mph (132 km / h) en la Estación Naval Argentina y la pérdida de energía cortó las comunicaciones. Los daños en el lugar totalizaron al menos C $ 100,000. Los daños totales asociados con Helene en los Estados Unidos y Canadá ascendieron a $ 11.4 millones, lo que convirtió a Helene en la tormenta más costosa de la temporada.

## Historia Meteorológica

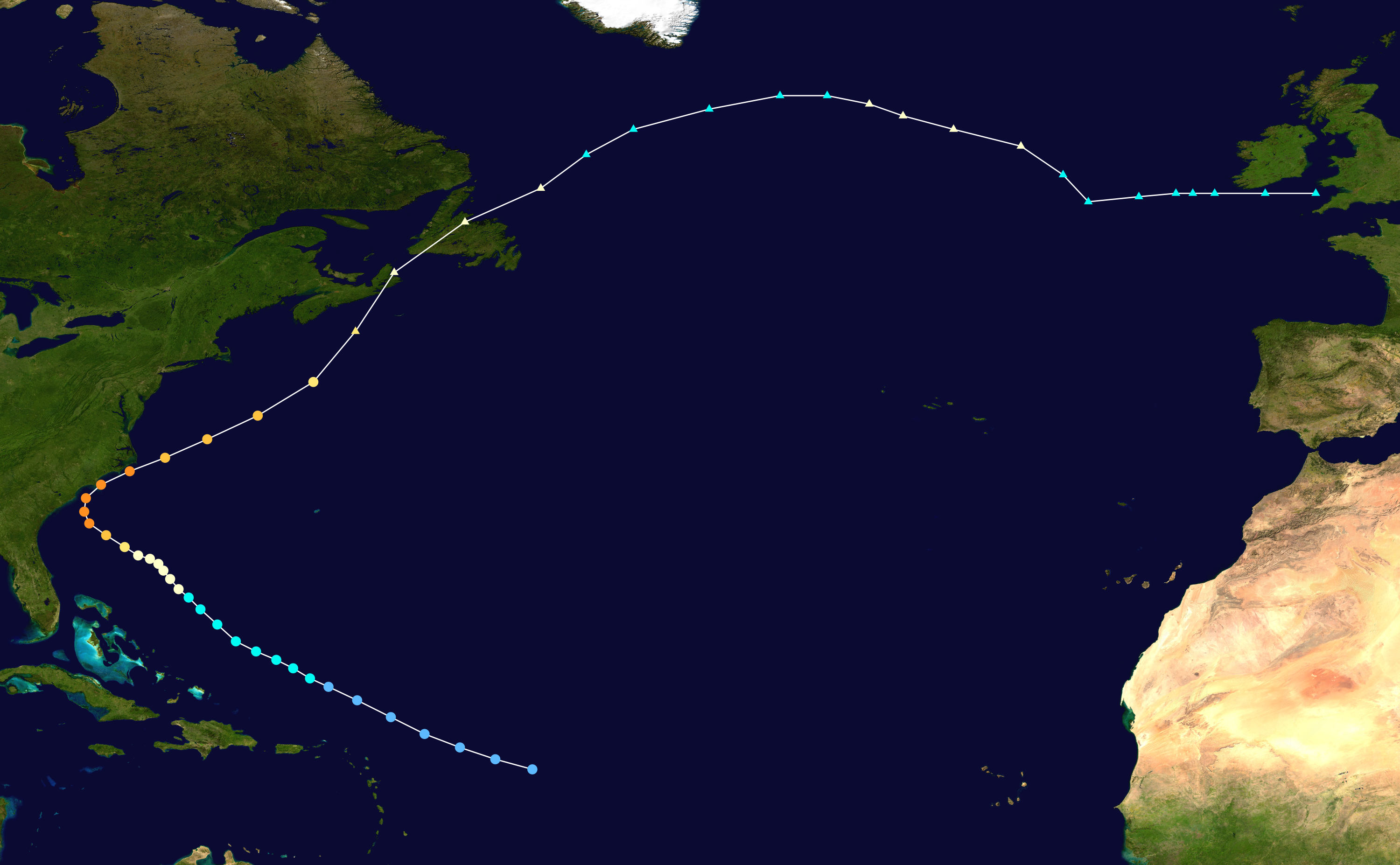

Mapa que representa la pista y la intensidad de la tormenta, de acuerdo con la escala de Saffir-Simpson
Los orígenes del huracán Helene se remontan a una ola del este que se formó cerca de Cabo Verde el 16 de septiembre. Moviéndose hacia el oeste debido a los vientos alisios asociados con la célula de Hadley , la perturbación se intensificó gradualmente. El 20 de septiembre, los barcos en las cercanías del sistema informaron sobre una actividad generalizada de lluvias y, en general, presiones barométricas bajas. Temprano al día siguiente, un vuelo de reconocimientoreportó evidencia de una circulación débil, con ráfagas de 35 mph (55 km / h) en ráfagas pesadas que rodeaban el centro de circulación. Más tarde, ese mismo día, a las 0.200 UTC , la oficina del Servicio Meteorológico de los Estados Unidos en San Juan, Puerto Rico, comenzó a emitir boletines sobre el sistema para los intereses públicos. En HURDAT , la onda tropical se clasificó por primera vez como una depresión tropical a las 0600 UTC del 21 de septiembre, al este de las Antillas de Leeward . En ese momento, la depresión tenía vientos máximos sostenidos de 30 mph (50 km / h).
Moviéndose en una pista oeste-noroeste a aproximadamente 20 mph (30 km / h) a principios del 22 de septiembre, la tormenta inicialmente cambió poco en intensidad. Sin embargo, un gran anticiclón de la troposfera superior se desarrolló en la costa sur del Atlántico, produciendo la favorable cizalladura del viento necesaria para el desarrollo de ciclones tropicales . Un segundo vuelo de reconocimiento informó un ciclón tropical intensificado, lo que indica que el sistema de tormentas había alcanzado la intensidad de la tormenta tropical . A las 0000 UTC del 23 de septiembre, la depresión alcanzó la intensidad de la tormenta tropical, con vientos máximos de 40 mph (65 km / h) y una presión mínima central de 1013 mbar (hPa; 29.92 inHg). La Oficina Meteorológica de EE. UU. Emitió su primer aviso sobre la nueva tormenta tropical desarrollada a las 1600 UTC más tarde ese día, dándole a la tormenta el nombre de Helene . A pesar de la mala organización de la tormenta, Helene se intensificó gradualmente en condiciones favorables generadas por el gran anticiclón. A lo largo del día, un segundo anticiclón se movió hacia el este hasta que se ubicó fuera de los estados del Atlántico Medio , mientras que un canalmedio en los niveles más bajos de la atmósfera se ubicó en la costa este de los Estados Unidos . Esto establecería un camino para que Helene pase muy cerca de los Estados Unidos. La tormenta tropical alcanzó la intensidad de un huracán a las 2200 UTC a las 2200 UTC del 24 de septiembre, mientras que estaba ubicada a 425 millas (685 km) al este de Fort Pierce, Florida . Sin embargo, en el análisis posterior a la temporada, se encontró que Helene alcanzó la intensidad de huracán más temprano ese día, a las 1200 UTC. En ese momento, los vientos huracanados se extendían hasta 220 mi (355 km) desde el centro de circulación de la tormenta.
El huracán se fortaleció constantemente a medida que avanzaba hacia el noroeste alrededor de la periferia occidental de las Azores High el 25 de septiembre. Al encontrarse con el anticiclón situado en los estados del Atlántico medio, Helene comenzó a curvarse ligeramente hacia el oeste. La falta de fuertes corrientes de dirección en la vecindad de la tormenta hizo que el huracán se moviera muy lentamente a lo largo del día, lo que dio tiempo a que el huracán se intensificara significativamente. A las 0000 UTC del 26 de septiembre, Helene se fortaleció al equivalente de un huracán de categoría 2 de hoy en día, con una presión mínima de 980 mbar (hPa; 28.94 inHg). Avanzando lentamente hacia Las Carolinas, el huracán se intensificó rápidamente. Un vuelo de reconocimiento informó una presión mínima de 948 mbar (hPa; 28.00 inHg), una caída de 40 mbar (hPa; 1.18 inHg) respecto al día anterior. A medida que el huracán se acercaba a la costa, su ojo se hizo evidente en las imágenes de radar meteorológico WSR-57 de largo alcance costero. A las 1800 UTC del 26 de septiembre, Helene se fortaleció a un huracán de categoría 3 y luego a un huracán de categoría 4 al día siguiente. El huracán principal continuó fortaleciéndose antes de alcanzar su intensidad máxima el 27 de septiembre con vientos de 150 mph (240 km / h). Sin embargo, la presión barométrica más baja de Helene de 930 mbar (hPa; 27.46 inHg) se registró más temprano durante el día. Aún moviéndose hacia el noroeste debido a la influencia de las Azores High, el huracán se produjo a 10 millas (15 km) de la costa este de los EE. UU. Antes de recurrir hacia el noreste hacia el mar.
Cuando Helene recurvió y aceleró hacia latitudes más al norte, se debilitó constantemente. Para las 1200 UTC del 28 de septiembre, Helene ya no era un gran huracán. El campo de viento del huracán también se expandió desde el centro de la tormenta a medida que se debilitaba. Al mediodía del 29 de septiembre, Helene se había debilitado a la fuerza mínima de huracanes, y más tarde hizo la transición a un ciclón extratropical a las 1800 UTC de ese día, aunque aún mantenía vientos con fuerza de huracán. Casi al mismo tiempo, Helene pasó sobre Terranova , con vientos de fuerza de tormenta que se expandieron a 500 millas (800 km) del centro del sistema, coincidiendo con el aviso final de la Oficina del Clima de los EE. UU. Los restos extratropicales de Helene continuaron hacia el este a través del Atlántico, convirtiéndose en una característica sinóptica dominante, antes de disiparse por completo a las 0600 UTC del 4 de octubre, al oeste de Gran Bretaña .

## Preparativos

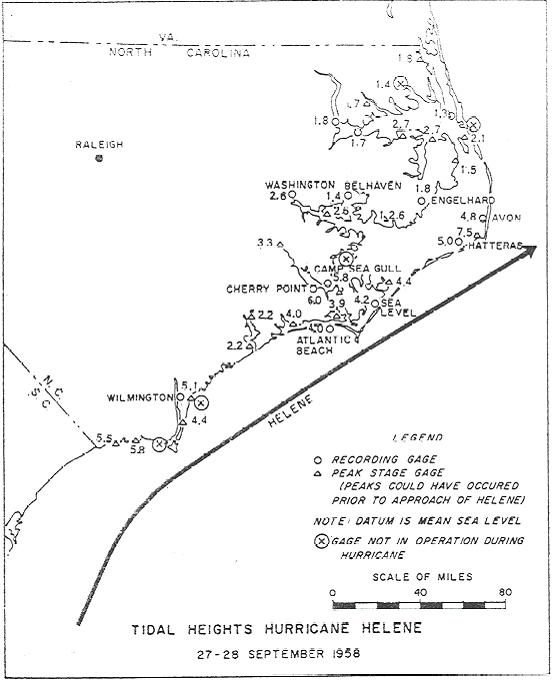

Sendero de Helena cerca de las Carolinas
Tras la formación de la tormenta, la Oficina de Meteorología advirtió a los barcos en el camino de Helene de las condiciones inminentes, y lo hizo durante toda la duración de la tormenta. A medida que la tormenta avanzaba hacia el oeste el 23 de septiembre, las advertencias especificaron que las embarcaciones pequeñas en las islas del norte de Las Bahamas permanezcan en "lugares protegidos".Después de que se pronosticara que Helene permanecería al norte del archipiélago , se levantaron las notificaciones, excepto en el caso de pequeñas embarcaciones a lo largo de la costa de los Estados del Atlántico Sur . Al acercarse a la costa este de los EE. UU., La Oficina del Clima comenzó a emitir boletines especiales para las estaciones de radio y televisión de la prensa a principios del 24 de septiembre. Al mismo tiempo, pequeñas embarcaciones fueron advertidas de la tormenta desde Las Carolinas hacia el sur. Al día siguiente, la oficina de pronóstico del tiempo (WFO) en Charleston, Carolina del Sur, comenzó a emitir declaraciones locales sobre el huracán, mientras que las alertas de embarcaciones pequeñas se desplazaron hacia el norte a las regiones costeras entre Cape Hatteras, Carolina del Norte y Daytona Beach, Florida . La primera alerta de huracán se emitió en 1000 UTC el 26 de septiembre para la totalidad de la costa georgiana a Charleston, Carolina del Sur. Se publicó una advertencia de vendaval al mismo tiempo para las áreas costeras desde Daytona Beach, Florida hasta Wilmington, Carolina del Norte.Las alertas de pequeñas embarcaciones continuaron moviéndose hacia el norte junto con Helene. 
A medida que la tormenta comenzó a intensificarse rápidamente el 26 de septiembre, las áreas de vigilancia desde Savannah, Georgia hasta Cape Fear, Carolina del Norte pasaron a ser una zona de emergencia por huracán en 1600 UTC. Se aconsejó a las comunidades afectadas que comenzaran a tomar medidas de precaución de inmediato y evacuaran. El envío y las pequeñas embarcaciones se les ordenó ejercer "extrema precaución". Las advertencias de Gale se cambiaron para advertir áreas entre Fernandina, Florida y Cape Hatteras, Carolina del Norte. Las advertencias aumentadas causaron que las WFO emitieran boletines locales sobre el inminente huracán. En ese momento, la Oficina del Clima proyectó a Helene para tocar tierra en Carolina del Sur. Con el tiempo, estas previsiones de aterrizaje cambiaron más al norte a lo largo de la costa, antes de que se detuvieran después de que Helene recurviera completamente de la costa. A las 0400 UTC del 27 de septiembre, las advertencias de huracán se extendieron para incluir áreas entre Cape Fear y Cape Hatteras, Carolina del Norte. La emisión de advertencia de Gale reflejó los cambios y se desplazó demasiado hacia el norte hasta el área de Virginia Capes , mientras que las alertas de huracanes cubrieron ambas áreas de advertencia. Más tarde, ese mismo día, a las 1600 UTC, se extendieron las advertencias de huracanes y emergencias hacia el norte hasta Manteo, Carolina del Norte , mientras que se continuaron las inspecciones de huracanes en las regiones costeras desde Savannah, Georgia, hasta Myrtle Beach, Carolina del Sur . Después de que Helene comenzó a recurrir lejos de la costa, todas las advertencias al sur de Wilmington, Carolina del Norte, se suspendieron a las 2200 UTC del 27 de septiembre. Cuando Helene pasaba por ciertas áreas, las advertencias se suspendían en el paso de la tormenta. A las 1000 UTC del día siguiente, todas las advertencias de huracanes en tierra se degradaron a vendaval o se descontinuaron. Sin embargo, aún se emitieron advertencias de mar adentro para las regiones oceánicas desde las Capas de Virginia hasta Cape Cod, Massachusetts . Poco después, todas las advertencias, con la excepción de las advertencias de vendaval en alta mar, se suspendieron. Las advertencias restantes duraron hasta las 2200 UTC del 28 de septiembre. A pesar de no emitir ninguna advertencia, la Oficina del Clima advirtió los intereses en Terranova y pronosticó vientos con fuerza de huracán para afectar a la isla. 
Debido a los posibles impactos de Helene, la Oficina de Meteorología comenzó a recomendar la pronta evacuación de emergencia en sus avisos. Se instó a las áreas entre Beaufort, Carolina del Sur y Cape Fear, Carolina del Norte, a comenzar de inmediato los procedimientos de evacuación. La Cruz Roja Sudeste de Estados Unidos envió diez advertencias del personal de campo a ubicaciones en Georgia y Carolina del Sur para ayudar a establecer refugios de emergencia . La Cruz Roja celebró 27 conferencias de preparación de huracanes para planificar los procedimientos de preparación. Otras organizaciones de defensa civil también movilizaron personal y equipo de preparación para huracanes. The Weather Bureau envió una estación meteorológica móvil a Charleston, Carolina del Sur para monitorear las condiciones climáticas y alertar a las poblaciones circundantes con equipos de radio de corto alcance. Las playas en la costa de Carolina del Norte, incluyendo Wrightsville Beach y Carolina Beach , fueron completamente evacuadas durante la noche del 27 de septiembre. En Wilmington, Carolina del Norte, 100 miembros de la Guardia Nacional de los Estados Unidos fueron enviados a vigilar propiedad frente al mar, mientras que otros 60 se mantuvieron en espera. Los vehículos civiles que intentaban ingresar a Myrtle Beach, Carolina del Sur, fueron devueltos por una patrulla de carreteras a 15 millas (25 km) fuera de las fronteras de la ciudad, a raíz de una orden emitida por el Gobernador de Carolina del Sur George Bell Timmerman, Jr. La orden fue emitida para minimizar las víctimas y evitar el saqueo .Aproximadamente 100 miembros de la Guardia Nacional y la policía local fueron retenidos para patrullar la playa. A pesar de las repetidas órdenes de evacuación obligatoria, algunas personas permanecieron en Myrtle Beach. Las autoridades de la Defensa Civil evacuaron por la fuerza a los rezagados, pero a otros se les permitió permanecer.

## Impacto y consecuencias

### Costa este de los Estados Unidos
Totales de lluvia en los Estados Unidos

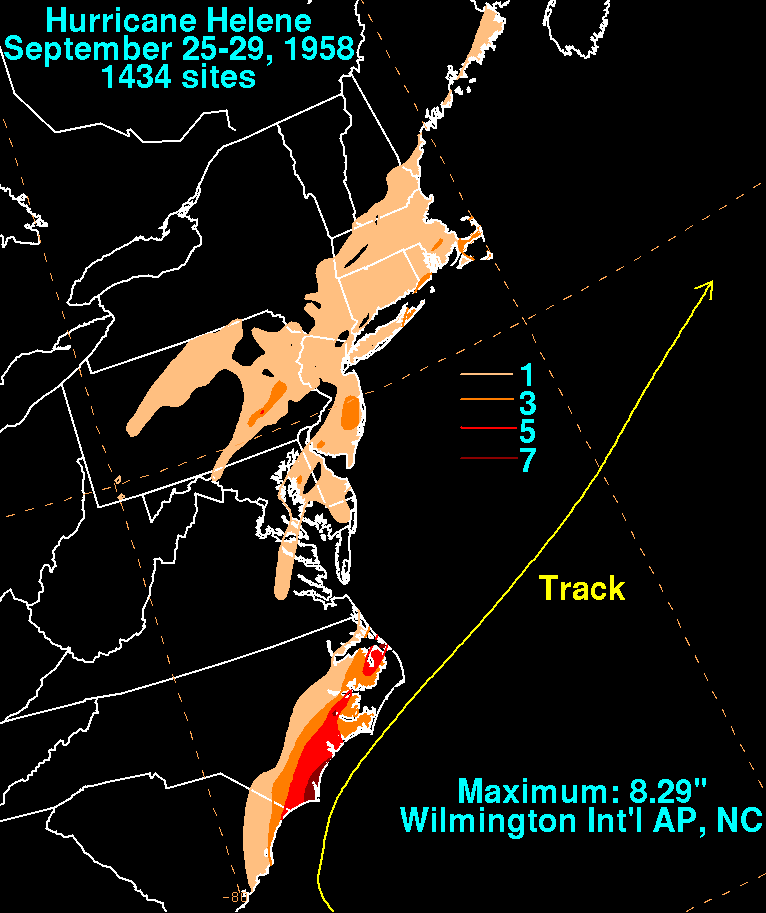

A pesar de no haber tocado tierra, la proximidad de Helene a los Estados Unidos causó impactos a lo largo de la costa este. Los impactos fueron más severos en Carolina del Norte, donde el huracán hizo su acercamiento más cercano. Los impactos del viento se sintieron principalmente de Carolina del Sur a Virginia, aunque una zona frontal ayudó a llevar las precipitaciones al norte de Maine. En los Estados Unidos, Helene causó $ 11.2 millones en daños y una muerte indirecta. 

#### Carolina del Norte
Aproximadamente en paralelo a la costa de Carolina del Norte a partir del 26 de septiembre, el lento movimiento y la fuerte intensidad de Helene causaron impactos moderados a fuertes en las áreas costeras del estado. A pesar de la intensidad de huracanes de categoría 4 del huracán, debido a su enfoque más cercano a la tierra que permanece en alta mar, su marejada ciclónica siguió siendo inferior a la prevista inicialmente. La pista del huracán también colocó su oleada de tormenta más fuerte en el hemisferio este de la tormenta, lejos de cualquier masa de tierra. Las alturas de la oleada alcanzaron un máximo de 6 pies (1,8 m) cerca de la estación aérea de Marine Corps Cherry Point . En Wilmington , Helene produjo marejadas en la costa de 2.5 a 3 veces por minuto, lo que indica un fuerte huracán. Allí, el nivel del mar acumulado estaba aproximadamente 9 pies (2,7 m) por encima de lo normal. Sin embargo, como resultado de la tormenta que golpeó con la marea baja , el daño causado por la marejada ciclónica fue mayormente mitigado. A pesar de esto, las dunas de arena en las áreas del sur de Fort Fisher , fueron destruidas en su mayoría por las olas. En Cedar Island , los fuertes vientos producidos por el huracán empujaron olas hacia el interior, inundando casas. En otros lugares, se produjo una pequeña erosión de las playas.
Más al interior, varias estaciones meteorológicas reportaron vientos con fuerza de huracán. La oficina del Weather Bureau en Wilmington, Carolina del Norte, reportó vientos máximos sostenidos de 88 mph (142 km / h) y una racha máxima de 135 mph (220 km / h), superando el récord anterior para la velocidad del viento medida más rápida de 98 mph ( 158 km / h) durante el huracán Hazel en 1954. Los centros turísticos de playa sufrieron graves daños. En Wrightsville Beach , ubicada a 10 millas (15 km) de Wilmington, 12 huracanes arrasaron 12 casas. La policía estimó que los daños a los hogares costaban $ 300,000 y se informó de un gran daño al sistema de agua. En Long Beach , el daño fue menos grave, con daños menores a la propiedad. Las olas que empujan más allá de las dunas de arena causaron grietas en los caminos costeros. Aunque las encuestas no hicieron estimaciones de daños, se informó que los daños en Holden Beach fueron peores que en Long Beach. Un muelle de 300 pies (90 m) y un pabellón en Ocean Isle Beach fueron destruidos. En Topsail Beach y Kure Beach , varias casas y negocios quedaron sin cobertura o destruidos. Yaupon Beach y Shallotte también tenían informes similares de hogares sin techo. Se demolieron dos casas en la isla Topsail , y se informó de daños extensos a la propiedad en Atlantic Beach. En Cape Fear , los vientos se estimaron en 125 mph (200 km / h), con ráfagas de hasta 160 mph (260 km / h), bien en intensidad de Categoría 3. Los vientos poderosos obligaron a cortar el poder en Wilmington como medida de precaución. Como resultado, 7,000 teléfonos quedaron fuera de servicio. Los daños a las oficinas de Southern Bell Telephone Company cuestan $ 150,000. Se estimó que los daños totales en la ciudad costaron casi $ 2 millones. En Morehead City , un techo fue volado desde un cobertizo de yate y múltiples estructuras. Los servicios de telefonía de larga distancia también fueron cortados. En la costa de la isla de Ocracoke , la energía y las comunicaciones fallaron durante la tormenta después de que la isla fuera azotada por vientos de 60 mph (100 km / h). Los cortes de energía también fueron comunes en otras áreas. En Southport , los escombros metálicos se dispersaron por las calles de la ciudad, y el daño allí fue descrito como peor que el huracán Hazel. La mitad de su muelle fue arrastrado por el mar agitado, y otros edificios se derrumbaron o sufrieron grandes daños.Numerosos árboles, incluyendo el roble vivo , fueron arrancados por los vientos. El ejército de los Estados Unidos proporcionó al puerto un generador eléctrico temporal, que proporcionaba energía para las bombas de agua y la luz. En Cabo Hatteras , Helene causó un estimado de $ 1 millón en daños. Aunque los daños a la infraestructura disminuyeron a 10 millas (15 km) de la costa, se observaron daños en los cultivos a 40 millas (65 km) tierra adentro. El maíz fue el cultivo más afectado por Helene.
Las precipitaciones asociadas con Helene se concentraron principalmente en las regiones costeras de Carolina del Norte, alcanzando un máximo de 8.29 pulgadas (211 mm) en el Aeropuerto Internacional de Wilmington. En Hatteras , se midieron 4.85 pulgadas (123.2 mm) de lluvia. Los totales de lluvia de al menos 3 pulgadas (76 mm) eran comunes en otros lugares a lo largo de la costa de Carolina del Norte. Se produjo una muerte indirecta cuando un automóvil se deslizó de una carretera inundada, matando al conductor. En el estado, los daños de Helene ascendieron a $ 11 millones.

#### Carolina del Sur
Los efectos de Helene en Carolina del Sur fueron menos graves que en Carolina del Norte. Helene hizo su acercamiento más cercano al estado el 27 de septiembre, a 85 millas (135 km). En Charleston , los vientos sostenidos alcanzaron 63 mph (101 km / h) y se reportaron daños menores. Los árboles y las señales de la calle fueron derribados, y las casas de playa sufrieron daños por tejas. Ocurrieron apagonesesporádicos y pequeños en toda la ciudad. El año empeoró progresivamente de Georgetown a Little River , con accidentes automovilísticos, techos desgarrados y muelles dañados. En la isla Harbour , se informó que el 50 por ciento de la estructura tenía daños en el techo, causando y estimando $ 125,000 en daños. En otras partes de la costa de Carolina del Sur, la erosión de las playas se produjo debido a las fuertes olas, y las secciones del muelle fueron arrastradas al mar.  En Windy Hill y Cherry Grove Beach , tres embarcaderos de pesca fueron dañados. El año fue menor en Myrtle Beach , y se limitó a daños en el techo y la ventana. Más al interior, en Columbia , el daño fue mínimo, sin lluvias registradas. Los daños leves a los cultivos se registraron en el interior, particularmente en el condado de Marion . En todo el estado, los daños se estimaron en $ 200,000 por el huracán, aunque esto no incluyó la erosión de las playas ni el daño a las dunas de arena.

#### En otros lugares de los Estados Unidos
Como resultado de la repetición de Helene lejos de la costa este de los Estados Unidos, el daño en los Estados Unidos fuera de las Carolinas fue menos grave. [En Virginia , el daño fue relativamente menor. Una ráfaga máxima de 56 mph (90 km / h) se informó en Norfolk . En Hampton Roads , el daño era menor y se limitaba a cables de servicios públicos caídos y daños infraestructurales marginales. Aunque la lluvia se concentró principalmente en las Carolinas, 1,434 pluviómetros oficiales midieron la precipitación en las áreas costeras desde Carolina del Sur hasta Maine . La precipitación se incrementó aún más por una zona frontal al norte del huracán. En los estados del Atlántico Medio , las precipitaciones alcanzaron un máximo de 5.29 pulgadas (134.4 mm) en Myerstown, Pensilvania . Fuera de Pensilvania o las Carolinas, ninguna estación meteorológica informó lluvias superiores a 5 pulgadas (125 mm). En la región de Nueva Inglaterra , las precipitaciones alcanzaron un máximo de 4.11 pulgadas (104.4 mm) en Hyannis, Massachusetts. En otras partes de Massachusetts , los totales de lluvia que oscilaron entre 1 y 4 pulgadas (25 a 100 mm) causaron inundaciones menores y deslaves en las carreteras. Las inundaciones menores provocaron varios accidentes automovilísticos. Otros estados de Nueva Inglaterra informaron picos de lluvia de al menos 1 pulg. (25 mm), con el pico más bajo en una estación meteorológica en Machias, Maine , que registró 1.16 pulg. (29.5 mm) de lluvia.

### Atlantic Atlantic

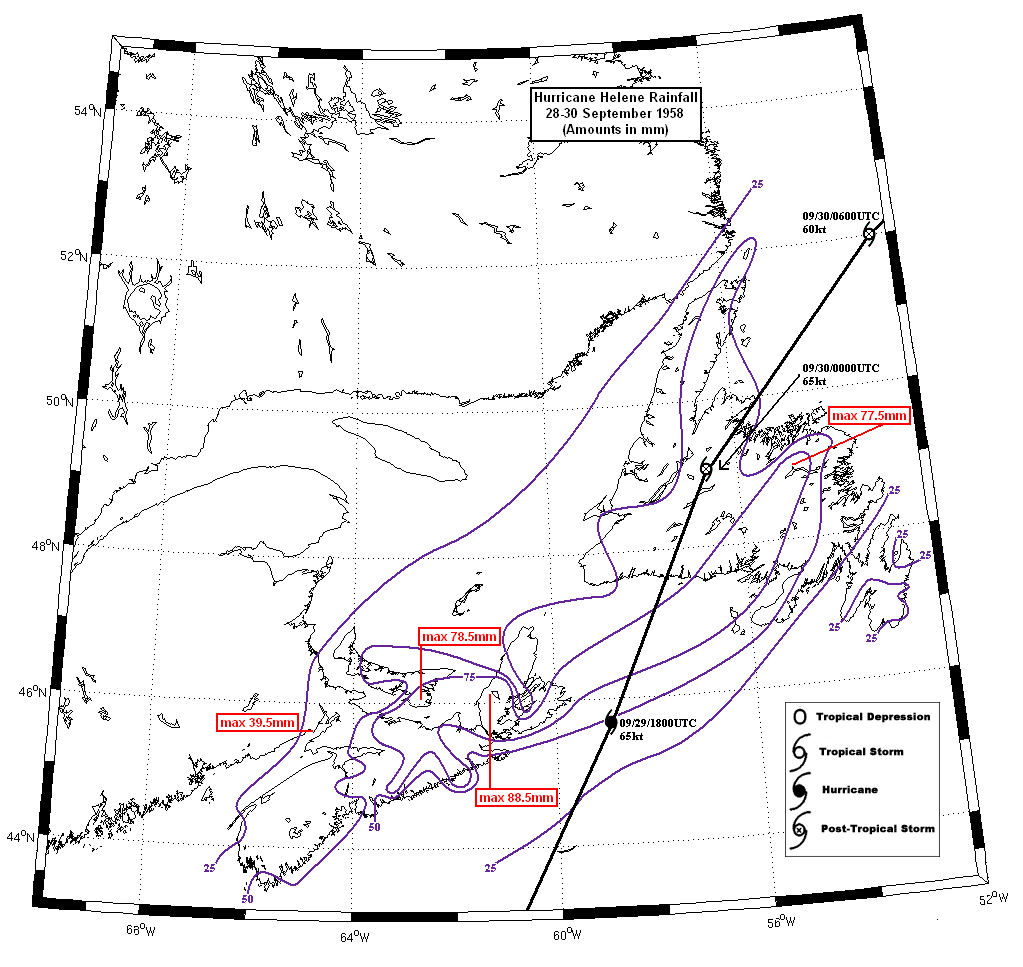

Mapa de precipitaciones en el Atlántico canadiense.
Cuando Helene se acercó al Atlántico canadiense en el proceso de transición hacia una tormenta extratropical, produjo fuertes lluvias y fuertes vientos a lo largo de la región. Al pasar justo al este de Nueva Escocia el 29 de septiembre, Helene cayó al menos 1 en (25 mm) en toda la provincia , alcanzando un máximo de 3,48 pulgadas (88,5 mm) en la isla de Cabo Bretón. Las ráfagas de viento alcanzaron un máximo de 50 mph (80 km / h) a través del Estrecho de Cabot , 70 mph (115 km / h) en CFB Shearwater y 60 mph (100 km / h) en Summerside, Isla del Príncipe Eduardo. La tormenta dañó las líneas eléctricas en la isla pero fueron reparadas rápidamente. Los fuertes vientos arrancaron árboles en el área de Halifax y Dartmouth, Nueva Escocia . En Nueva Escocia, los peores efectos de Helene se sintieron en la isla de Cabo Bretón, donde la tormenta se consideró la peor en al menos 21 años. Solo una línea de comunicación desde la isla al continente fue efectiva después de que pasó la tormenta. Numerosas líneas eléctricas caídas causaron incendios menores, y las escuelas se cerraron en toda la isla. En Sydney, Nueva Escocia , hubo daños considerables a la propiedad, y hasta 700 personas perdieron el poder . La falta de suficiente electricidad forzó la suspensión de publicaciones del Cape Breton Post e interrumpió los procedimientos normales de cocina en restaurantes. Los daños en la comunidad ascendieron a C $ 100,000. En la costa, el cortador de la Real Policía Montada de Canadá Fort Walsh , que mide 115 pies (35 m) de longitud, fue lavado en la costa de la isla Scatarie. El muelle de pesca en Caribou, Nueva Escocia,fue destruido por los mares agitados generados por Helene, y como resultado, al menos 1,000 trampas de langosta fueron llevadas al estrecho de Northumberland. En Nuevo Brunswick, los impactos del huracán fueron relativamente menores y las precipitaciones alcanzaron un máximo de 1,56 pulgadas (39,5 mm).
Con una aceleración rápida hacia el norte, Helene tocó tierra en Terranova a fines del 29 de septiembre. Las precipitaciones alcanzaron un máximo de 3,05 pulgadas (77,5 mm) en el norte de la isla, mientras que las precipitaciones fueron generalmente mínimas en toda la península de Avalon. Una estación meteorológica en la Estación Naval Argentina reportó vientos máximos sostenidos de 60 mph (100 km / h) y una ráfaga de 82 mph (132 km / h). Los vientos cortaron las comunicaciones en el suroeste de Terranova y cortaron las comunicaciones en San Juan, Terranova y Labrador desde el continente. La isla de Bell se aisló del resto de Terranova debido a los mares turbulentos generados por Helene, lo que provocó la destrucción de los muelles y la falta de servicio de botes. Los daños causados por el huracán en la isla se estimaron en más de C $ 100,000.

## Secuelas
Después de la tormenta, el gobernador de Carolina del Norte, Luther H. Hodges y el senador de los Estados Unidos de Carolina del Norte B. Everett Jordan solicitaron una declaración de desastre para el estado. El presidente de los Estados Unidos, Dwight D. Eisenhower, designó partes de Carolina del Norte afectadas por la tormenta como área de desastre. Según la Cruz Roja Americana , al menos 5,000 personas fueron mantenidas en refugios después de Helene. Después de los procedimientos de evacuación a gran escala y la baja pérdida de vidas después de la tormenta, la Oficina del Tiempo recomendó que ciertas organizaciones recibieran el Certificado de Servicio Sobresaliente al Público debido a su cooperación con la Oficina del Tiempo durante la duración del huracán. Los destinatarios recomendados fueron las estaciones de radio WPTF y WRAL , y la Patrulla de Carreteras del Estado de Carolina del Norte.
- Datos: Q3303202